# David Godin
David Edward Godin (* 21. Juni 1936 in  Lambeth, London; † 15. Oktober 2004 in Rotherham, Yorkshire) war ein englischer Soulmusiker und Musikjournalist.

## Leben
Geboren wurde David Godin 1936 als Sohn eines Milchmannes in Lambeth in England. Seine frühe Kindheit verbrachte er in Peckham, bis seine Familie während des Zweiten Weltkrieges durch einen Bombenangriff zu einem Umzug nach Bexleyheath in der damaligen Grafschaft Kent (heute Greater London) gezwungen wurde.
Dort erhielt er ein Stipendium an der Grammar School Dartford, wo er dem jüngeren Mick Jagger begegnete, den er in seinem Interesse am amerikanischen Rhythm and Blues bestärkte. Auch bei den ersten Zusammenkünften, aus denen später die Band Rolling Stones hervorging, war er beteiligt.
Später warf er Jagger vor, dass dieser mit seiner Band die Schwarze Musik für die eigenen Zwecke ausbeutete und beendete die ehemals freundschaftliche Beziehung mit dem zu dieser Zeit schon berühmten Mick Jagger.
Bereits während seiner Schulzeit begann Godin Platten des amerikanischen Rhythm and Blues zu sammeln, was zu dieser Zeit kein einfaches Unterfangen darstellte, da entsprechende Stücke weder in Großbritannien verkauft, noch im Rundfunk gesendet wurden. Nachdem er die Schule verlassen hatte, arbeitete er kurzfristig bei einer Werbeagentur und bereiste die Vereinigten Staaten, wo er seiner Musikleidenschaft frönte. Nach seiner Rückkehr verweigerte er in seiner Heimat den Kriegsdienst und leistete zwei Jahre lang als Krankenhauspförtner seinen Wehrersatzdienst.
Als Karrieresprung Godins kann man seine Kontakte mit Tamla-Motown bezeichnen, deren Platten in Großbritannien durch das Label Oriole weitervermarktet wurden. Nachdem Godin mit dem Vorgehen von Oriole nicht einverstanden war, nahm er direkten Kontakt mit Motown an deren Stammsitz in Detroit auf, woraufhin er vom Gründer der Firma Berry Gordy dorthin eingeladen wurde. Von dort kehrte er zurück mit einem Beratervertrag der Firma Motown und sorgte für verstärkte Präsenz der von ihm vertretenen Musikrichtung im Rundfunk sowie für die Übernahme der Vermarktungsrechte durch die Firma EMI.
Nach der langsamen Trennung von Motown eröffnete Godin in Deptford (später ansässig in Covent Garden) den Soul City Record Shop und begann für das Magazin „Blues & Soul“ zu schreiben, wo er schnell zum einflussreichen Autoren avancierte.
Er nahm dann abermals einen großen Einfluss auf die Soul-Szene, indem er den Begriff des „Northern Soul“ prägte, der angeblich auf eine spezielle Abteilung in seinem Geschäft zurückgeht, die er anlegte, nachdem er bei seinen Kunden aus dem nördlichen Großbritannien bestimmte musikalische Präferenzen zu erkennen glaubte. Wann immer er einen Kunden aus dem Norden hatte, verwies er diesen auf seine Sammlung des „Northern Soul“ und der Begriff soll sich so verbreitet haben.
Als 1971 sein Geschäft und die daraus entstandenen Labels „Soul City“ und „Deep Soul“ bankrott waren, verließ Godin London und zog nach Lincolnshire und später, im Jahre 1978, nach Sheffield. Bei Sheffield Polytechnic schrieb er sich für einen Kurs für Kunstgeschichte, Design und Film ein und erhielt den entsprechenden Abschluss. Dies führte zur Gründung des „Anvil Film Theatre“. 
Godin, der sich seit seiner Jugend vegetarisch ernährte, begann sich gegen die Misshandlung von Tieren in der Filmindustrie starkzumachen und setzte sich für die Freiheit des Mediums Film und gegen jegliche Art von Zensur auf diesem Gebiet ein.